# Legend of the World
Albums de Valient Thorr
Total Universe Man
(2005) Immortalizer
(2008)
Legend of the World est le troisième album du groupe de hard rock américain Valient Thorr, sorti en juillet 2006.

## Liste des titres
| 1.    | Heatseeker     | 4:07 |
| 2.    | Rezerection    | 4:25 |
| 3.    | Exit Strategy  | 3:56 |
| 4.    | Lime Green Net | 4:20 |
| 5.    | Stormstris     | 3:26 |
| 6.    | Goveruptcy     | 3:18 |
| 7.    | False Profits  | 3:41 |
| 8.    | Triceratops    | 2:47 |
| 9.    | Fall of Pangea | 7:01 |
| 10.   | Problem Solver | 3:21 |
| 11.   | Con Science    | 3:20 |
| 12.   | Har Megiddo    | 4:53 |
| 48:33 |                |      |

## Dans la culture populaire
- La chanson Fall of Pangea est disponible en tant que morceau bonus dans le jeu vidéo musical Guitar Hero II.
- La chanson Heatseeker est utilisée comme piste dans le jeu vidéo de course Need for Speed: Carbon.